# Улитино (Весьегонский район)
Улитино — деревня в Весьегонском муниципальном округе Тверской области.

## География
Деревня находится в северо-восточной части Тверской области на расстоянии приблизительно 23 км на запад по прямой от районного центра города Весьегонск.

## История
Была известна с самого начала XVII века как сельцо с одним помещичьим и двумя бобыльскими дворами. Принадлежало Юрию Шукертову. К 1628 году перешло к его наследникам. В 1859 году отмечено было здесь 12 дворов. До 2019 года входила в состав Ёгонского сельского поселения до упразднения последнего.

## Население
Численность населения: 93 человека (1859 год), 13 (русские 100 %) в 2002 году, 11 в 2010.